# Ɨ̃
Cette page contient des caractères spéciaux ou non latins. S’ils s’affichent mal (▯, ?, etc.), consultez la page d’aide Unicode.
Ɨ̃ (minuscule : ɨ̃), appelé I barré tilde, est un graphème utilisé dans l’écriture de l’awa pit, du bara, du epena saija, du hupda, du pame du Nord et du téké du centre. Il s’agit de la lettre Ɨ diacritée d'un tilde.

## Utilisation
En téké du centre, le i barré tilde ‹ ɨ̃ › est utilisé pour représenter une diphthongue nasalisée.

## Représentations informatiques
Le I barré tilde peut être représenté avec les caractères Unicode suivants :
- décomposé (latin étendu B, alphabet phonétique international, diacritiques)[1],[2],[3] :

| formes    | représentations | chaînes de caractères | points de code | descriptions                                      |
| --------- | --------------- | --------------------- | -------------- | ------------------------------------------------- |
| capitale  | Ɨ̃               | Ɨ◌̃                    | U+0197 U+0303  | lettre majuscule latine i barré diacritique tilde |
| minuscule | ɨ̃               | ɨ◌̃                    | U+0268 U+0303  | lettre minuscule latine i barré diacritique tilde |